# Ayenia glabra
Ayenia glabra är en malvaväxtart som beskrevs av S. Wats.. Ayenia glabra ingår i släktet Ayenia och familjen malvaväxter. Inga underarter finns listade i Catalogue of Life.